# Cmentarz żydowski w Rybotyczach
Cmentarz żydowski w Rybotyczach – żydowski kirkut znajdujący się w Rybotyczach. Został założony przed 1881 rokiem. Na cmentarzu zachowało się kilkadziesiąt macew z przełomu XIX i XX wieku. Cmentarz ma powierzchnię 2 ha.